# Caridade do Piauí
Caridade do Piauí é um município brasileiro do estado do Piauí. Localiza-se a uma latitude 07º43'59" sul e a uma longitude 40º59'23" oeste, estando a uma altitude de 347 metros. Sua população estimada em 2004 era de 4.113 habitantes. Possui uma área de 419,87 km².

## História
Caridade do Piauí recebeu status de município e distrito pela lei estadual nº 4680, de 26 de janeiro de 1994, com território desmembrado de Simões.